# والری ریومین
والری ریومین (به انگلیسی: Valery Ryumin) فضانورد اهل اتحاد شوروی بود که در ۱۶ اوت ۱۹۳۹ در کامسامولسک بر آمور زاده شد. وی در مأموریت سایوز ۲۵، سایوز ۳۲، سایوز ۳۵، سایوز ۳۴، اس‌تی‌اس-۹۱ حضور داشت. وی در ۶ ژوئن ٢٠٢٢ درگذشت.